# Дарфур (регион)
Дарфу́р (араб. دار فور‎; «земля народности фур») — регион на западе Судана, район межэтнического Дарфурского конфликта, вылившегося в вооружённое противостояние между центральным правительством, неформальными проправительственными арабскими вооружёнными отрядами «Джанджавид» и повстанческими группировками местного негроидного населения.

## Климат
В дождливый сезон (с июня по сентябрь) влага превращает большую часть региона из пустыни в плодородную землю. Большинство населения Дарфура занято сельским хозяйством, поэтому дожди жизненно важны. В нормальные годы урожай проса созревает к ноябрю. Просяной соломой может питаться домашний скот. На севере, в пустыне, дождей может не быть по нескольку лет. А на юге ежегодно в среднем выпадает 700 мм осадков, так что многие деревья остаются зелёными круглый год.
Животный мир этого региона типичен для всей Тропической Африки: в основном это обитатели саванн (слоны, антилопы, газели, жирафы, львы, леопарды и др.).

## История

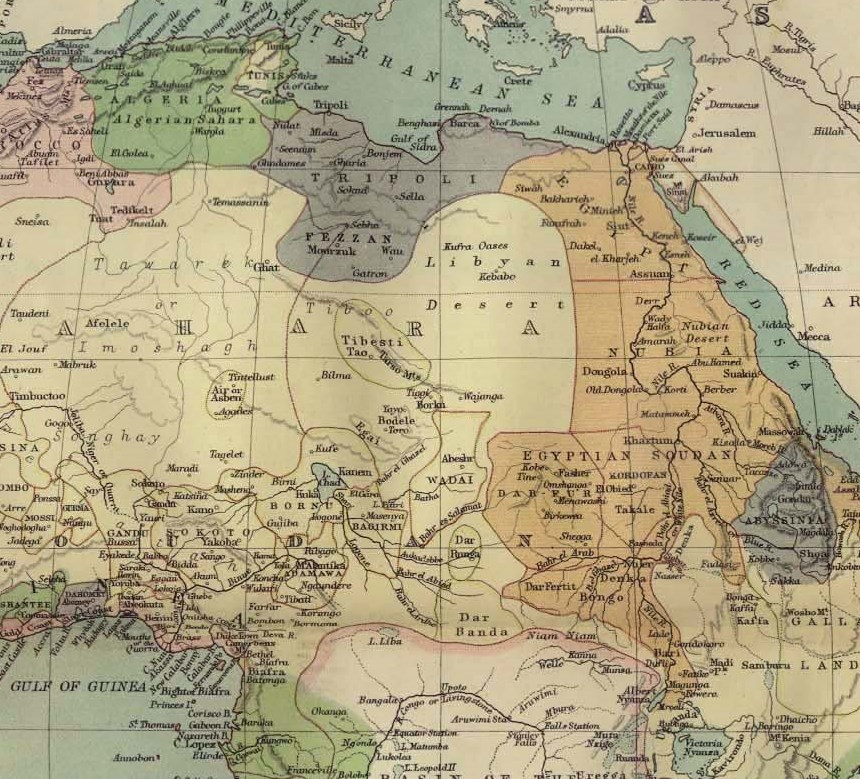
Султанат Дарфур на карте Африки 1885 г.

Флаг Дарфура

После периода беспорядков в XVI веке, Сулейман Солонг (1596—1637) образовал султанат Дарфур, и стал его первым султаном, объявив ислам официальной религией. После этого в течение нескольких сотен лет существовал независимый султанат Дарфур.
В 1682—1722 годах росло благосостояние Дарфура — были выписаны преподаватели из других стран, строились мечети. В это же время султанат участвовал в войнах, что позволило расширить его территории.
В 1899 году султанат Дарфур был присоединён к Судану англо-египетскими войсками.
31 июля 2007 года — начало миротворческой операции.
В июле 2010 года должен был пройти референдум о будущем региона. Жителям предстояло ответить на вопрос хотят ли они, чтобы Дарфур состоял из трёх отдельных округов или составлял один автономный регион Дарфур со своей конституцией и правительством.

## Административное деление
Область разделена на 5 провинций: Западный Дарфур, Южный Дарфур, Северный Дарфур, Восточный Дарфур и Центральный Дарфур, которые объединены Временным Правительством Дарфура.